# Junix elumbis
Junix elumbis – gatunek ważki z rodziny łątkowatych (Coenagrionidae); jedyny przedstawiciel rodzaju Junix. Do 2013 roku był zaliczany do rodziny Protoneuridae. Występuje w stanie Amazonas w południowej Wenezueli.